# Amarysius duplicatus
Amarysius duplicatus là một loài bọ cánh cứng trong họ Cerambycidae.